# Mchowo (województwo mazowieckie)
Mchowo – wieś w Polsce, położona w województwie mazowieckim, w powiecie przasnyskim, w gminie Przasnysz.
Mchowo jest wsią sołecką.
W latach 1954–1968 wieś należała i była siedzibą władz gromady Mchowo, po jej zniesieniu w gromadzie Przasnysz. W latach 1975–1998 miejscowość administracyjnie należała do województwa ostrołęckiego.
Wierni Kościoła rzymskokatolickiego należą do parafii św. Wojciecha w Przasnyszu.

## Opis
Pierwsza wzmianka wsi pochodzi z 1428 roku. W 1567 roku Mchowo należące do parafii Węgra składało się z czterech części, Zberoskich i Mostowskiego, które miały w sumie 19,5 włóki pól i 9 ogrodników. W 1827 roku we wsi znajdowało się 28 domostw i 178 mieszkańców. W 1885 roku wieś posiadała już 41 domów i 487 mieszkańców, folwark i karczmę. W Mchowie znajdował się sąd gminny. W 1930 roku w Mchowie zarejestrowanych było 67 numerów.
W czasie II wojny światowej w Mchowie wybudowano drogi asfaltowe prowadzące w lasy i pola oraz aleje wysadzaną drzewami Mchowo-Kijewice, był tu także obóz pracy w którym budowano urządzenia i obiekty wojskowe.
W Mchowie znajduje się m.in. szkoła podstawowa (budynek pochodzi z 1938 roku), remiza, OSP oraz stacja uzdatniania wody. Przez wieś przechodzi droga krajowa nr 57

## Integralne części wsi
| SIMC    | Nazwa    | Rodzaj     |
| ------- | -------- | ---------- |
| 0517996 | Brzezice | przysiółek |

## Przedsiębiorstwa w Mchowie
- fabryka płyt warstwowych
- cementownia